# Prétot-Vicquemare

Prétot-Vicquemare este o comună în departamentul Seine-Maritime, Franța. În 1 ianuarie 2022 avea o populație de 229 de locuitori.